# Amalia Galárraga
Amalia Galárraga Azcarrunz foi uma feminista espanhola. Foi uma das fundadoras do Lyceum Clube de Madrid, e tesoureira do Comité Executivo. Saiu da organização por ter mudado de cidade.
Existem muito poucos dados publicados sobre sua vida, ainda que sabe-se que era boa amiga de Carmen Baroja e Nessi, razão pela qual esta ajudou, junto com seu cunhada Carmen Monné, a financiar a associação.
Escreveu, a instâncias de Giménez Caballero, uma crónica dedicada a seu marido, José María Salaverría, publicada por Giménez Caballero, a 15 de dezembro de 1928 no nº 48 A Gaceta Literária, com o título “Los escritores vistos por su mujer. José María Salaverría.”
A princípios de 1930 participa na fundação da Liga Feminina Espanhola pela Paz, fruto do congresso de associações pró Sociedade de Nações, na qual a Liga fica integrada. Esta Liga estava formada fundamentalmente por um grupo de mulheres pacifistas, que em sua maioria eram, também, sócias do Lyceum Clube, como Amalia Galárraga.
Esteve casada com José María Salaverría, com quem teve duas filhas, Carmen e Margarita (diplomática e ministra de Espanha, nascida em San Sebastián (Guipúzcoa) e falecida em Madrid a 7 de dezembro de 2000).
Faleceu em Madrid, a 28 de setembro de 1971 aos 86 anos, ainda que estava estabelecida em San Sebastián, sua cidade natal, desde que ficou viúva. Está enterrada no cemitério de Polloe, onde também está seu marido.